# Trincomalee

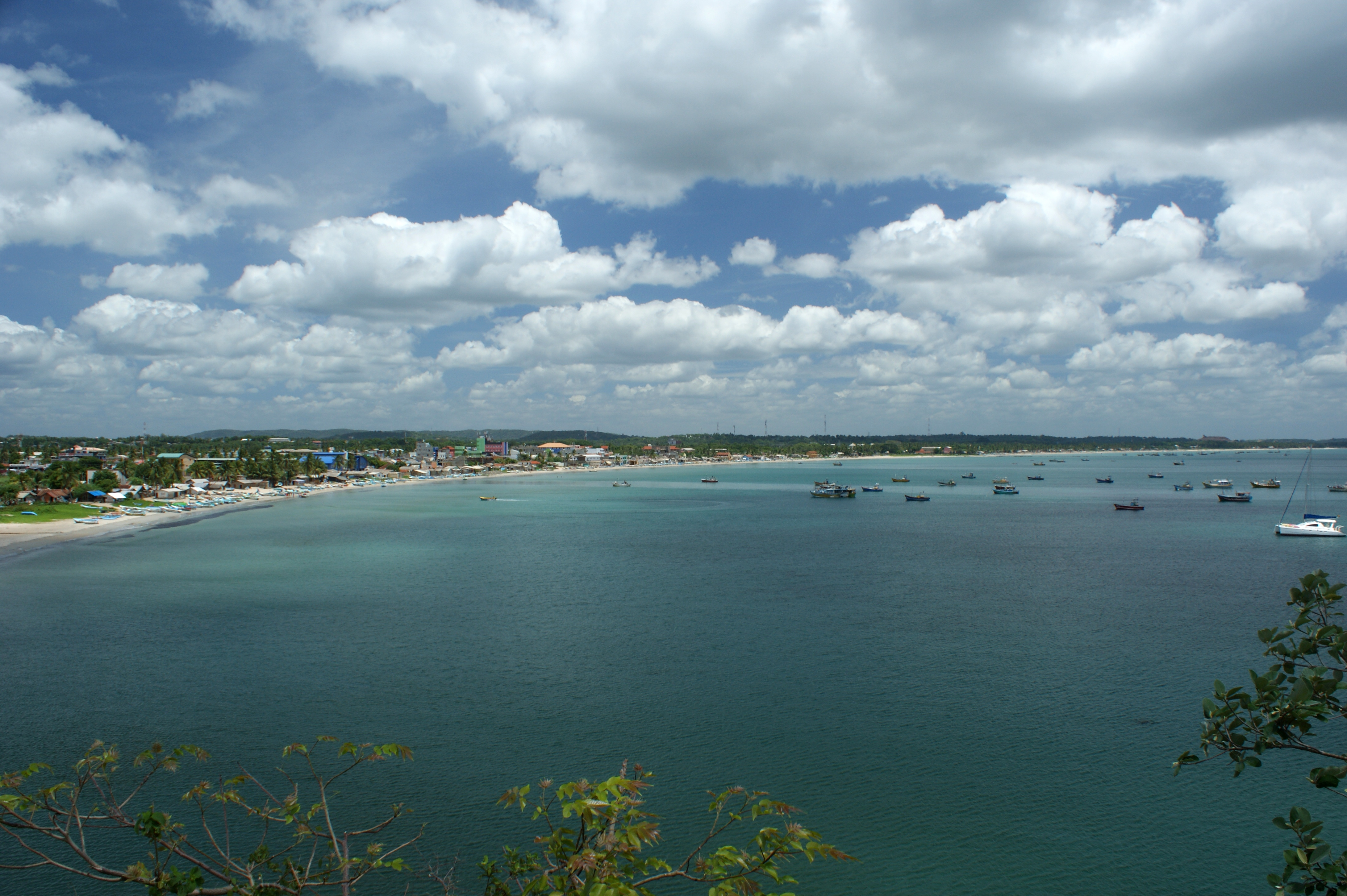
Bucht von Trincomalee (Aussicht vom Tempel)

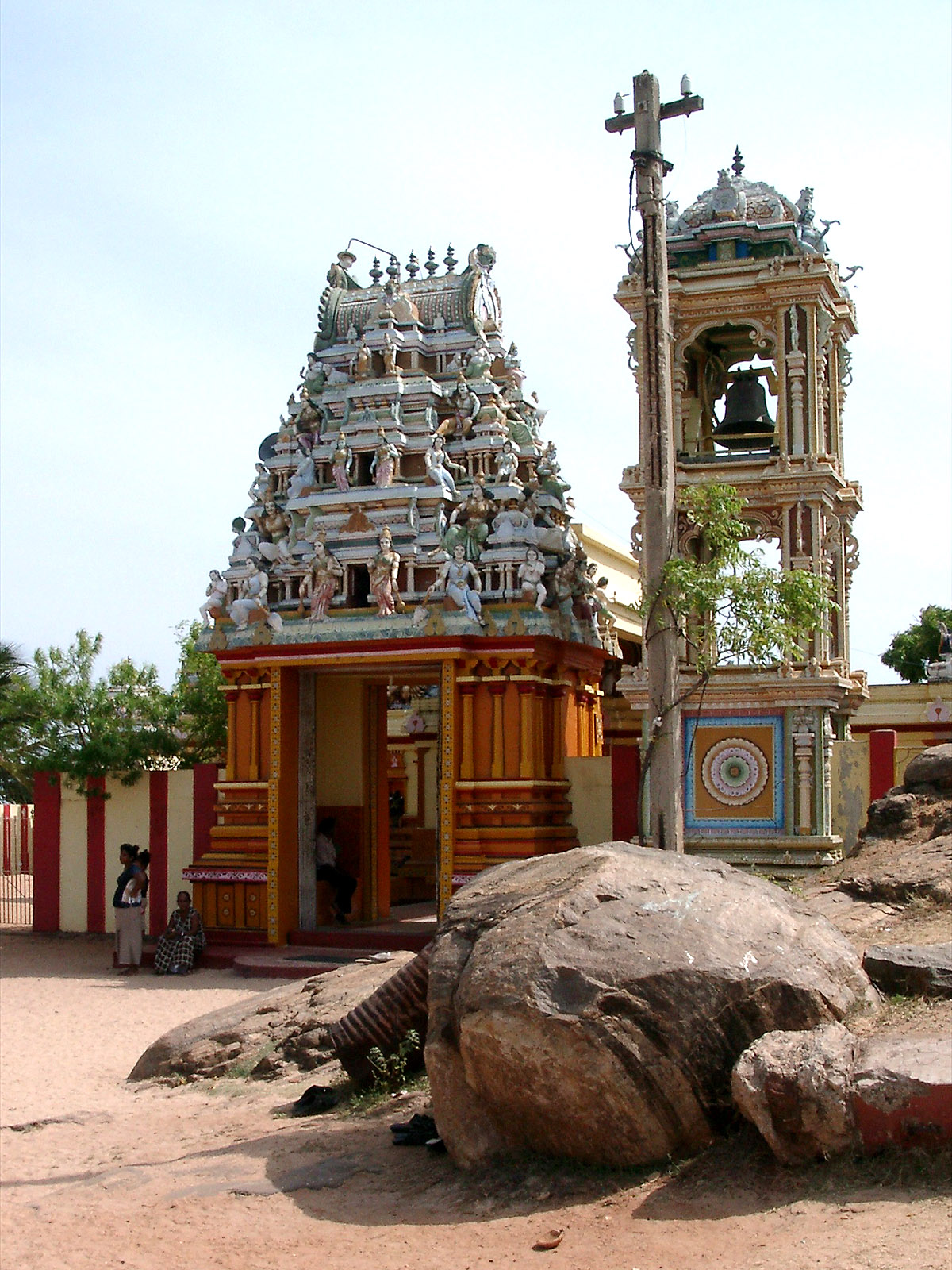
Eingang zum heutigen Tempel

Trincomalee (Tamil: திருகோணமலை Tirukōṇamalai singhalesisch ත්‍රිකුණාමලය Trikuṇāmalaya, oft kurz Trinco) ist eine Großstadt in Sri Lanka. Sie ist die Hauptstadt der Ostprovinz und liegt an der Ostküste der Insel. Die Stadt hat einen der größten natürlichen Tiefwasserhäfen der Welt.

## Lage und Klima
Trincomalee liegt im Nordosten Sri Lankas, rund 180 km von der Nordspitze der Insel entfernt, auf einer nach Süden ausladenden Landzunge zwischen der Küste und einer vielfach gegliederten Bucht mit zahlreichen Stränden. Die Fahrtstrecke an die Westküste der Insel zur Hauptstadt Colombo beträgt rund 270 km in südwestliche Richtung. Das Klima ist tropisch schwülwarm; Regen (ca. 1400–1600 mm/Jahr) fällt überwiegend in den Monaten Oktober bis Dezember.

## Bevölkerung
Von den gut 100.000 Einwohnern sind mehr als die Hälfte Frauen. Etwa 21 % sind Buddhisten, ca. 48 % sind Hindus, 14 % sind Moslems und ca. 16 % bekennen sich zum Christentum (inkl. christliche Sekten). Der Bevölkerungsanteil der Tamilen ist von 82 % im Jahr 1827 auf etwa 32 % zurückgegangen.

## Wirtschaft
Grundlage des Lebens ist immer noch die Landwirtschaft; daneben ist der internationale Tourismus von großer Bedeutung. Der Hafen spielt dagegen kaum noch eine Rolle.

## Geschichte
Trincomalee hat eine sehr bewegte Geschichte. An der Stelle des heutigen Tempels soll einst der sagenhafte Tempel der Tausend Säulen gestanden haben. Im Jahr 1622 wurde er von den Portugiesen zerstört. Sie kippten ihn über eine Klippe ins Meer.
Dänen versuchten 1617 im Auftrag der Holländer erfolglos Trincomalee zu erobern. Zu jener Zeit war Portugal Kolonialmacht in Trincomalee und unterhielt ein Fort. Im Laufe des 17. Jahrhunderts folgten mehrere Machtwechsel zwischen Holländern, Franzosen, Portugiesen und Briten, bis schließlich 1782 Trincomalee bis zur Unabhängigkeit Sri Lankas in die Hände der Briten fiel.
Vom 25. August bis 3. September 1782 fanden um Trincomalee Kämpfe statt. Dabei handelte es sich um die Eroberung des Ortes durch französische Truppen sowie um eine Seeschlacht, die zwischen Briten und Franzosen im Rahmen des Amerikanischen Unabhängigkeitskrieges ausgetragen wurde und die die Franzosen gewannen.
Im Zweiten Weltkrieg erlangte Trincomalee auf Grund des Hafens eine große militärische Bedeutung für die Briten, nachdem Singapur an die japanische Armee gefallen war. Trincomalee wurde am 9. April 1942 als einzige Stadt Sri Lankas Ziel eines japanischen Luftangriffs. Dieser war Teil der japanischen Attacke im Indischen Ozean.
Trincomalee heute

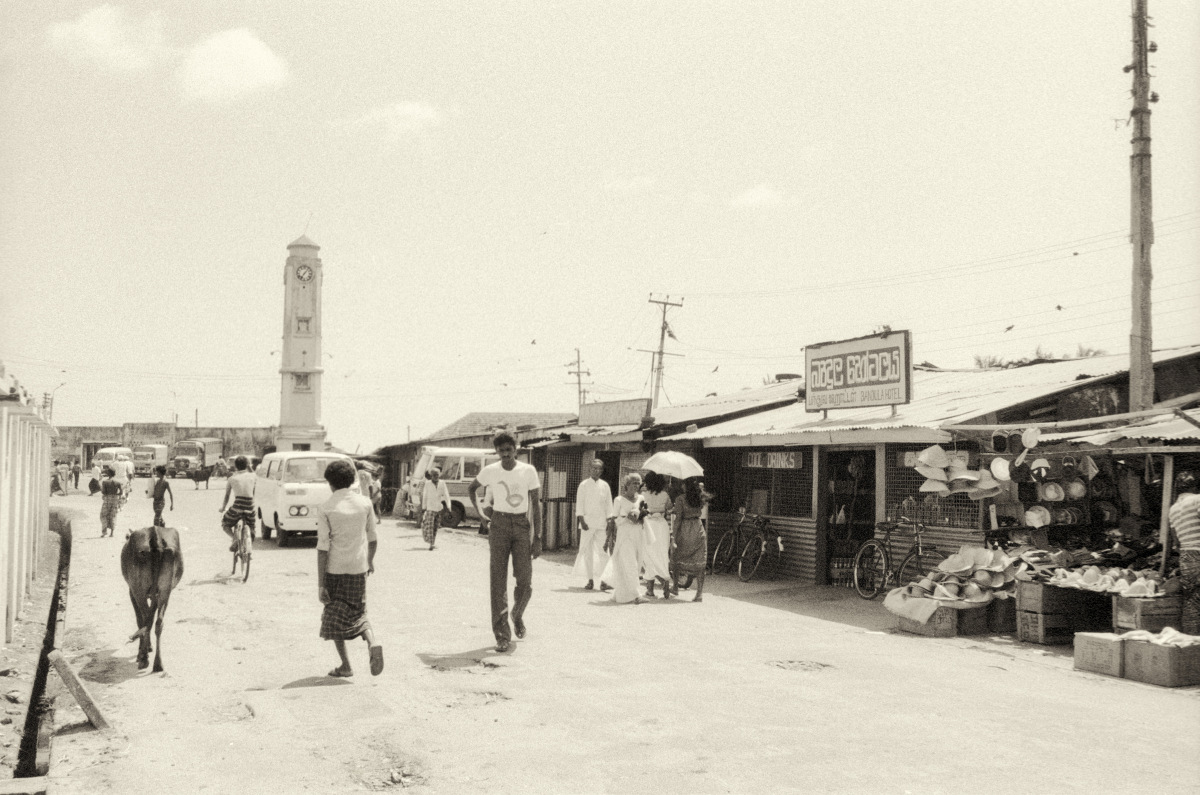
Straßenszene in Trincomalee, Uhrenturm, 1984

Die Hafenstadt liegt in dem Landesteil, der mehrheitlich von Tamilen bewohnt wird. In der Vergangenheit traten immer wieder Spannungen zwischen den Liberation Tigers of Tamil Eelam (LTTE) und Singhalesen, der größten auf Sri Lanka lebenden Ethnie auf.
Heute hat der Hafen keine wirtschaftliche Bedeutung mehr. Der Flughafen China Bay liegt südlich der Stadt und bietet Flüge zu nationalen Zielen.
Trincomalee war von dem Erdbeben im Indischen Ozean 2004 und dem nachfolgenden Tsunami stark betroffen. Große Teile des Hafengebietes wurden zerstört.

## Sehenswürdigkeiten

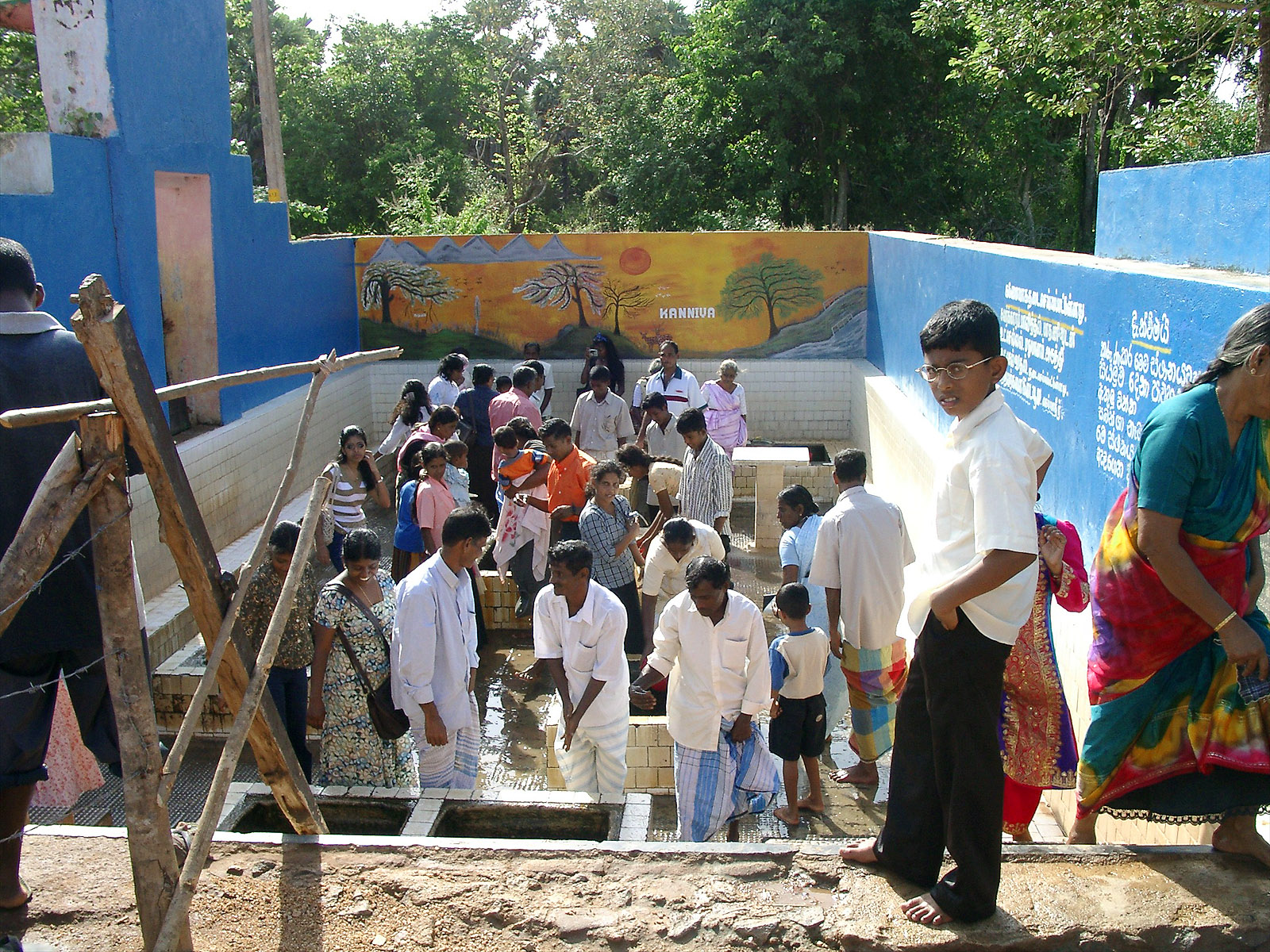
Hot Wells

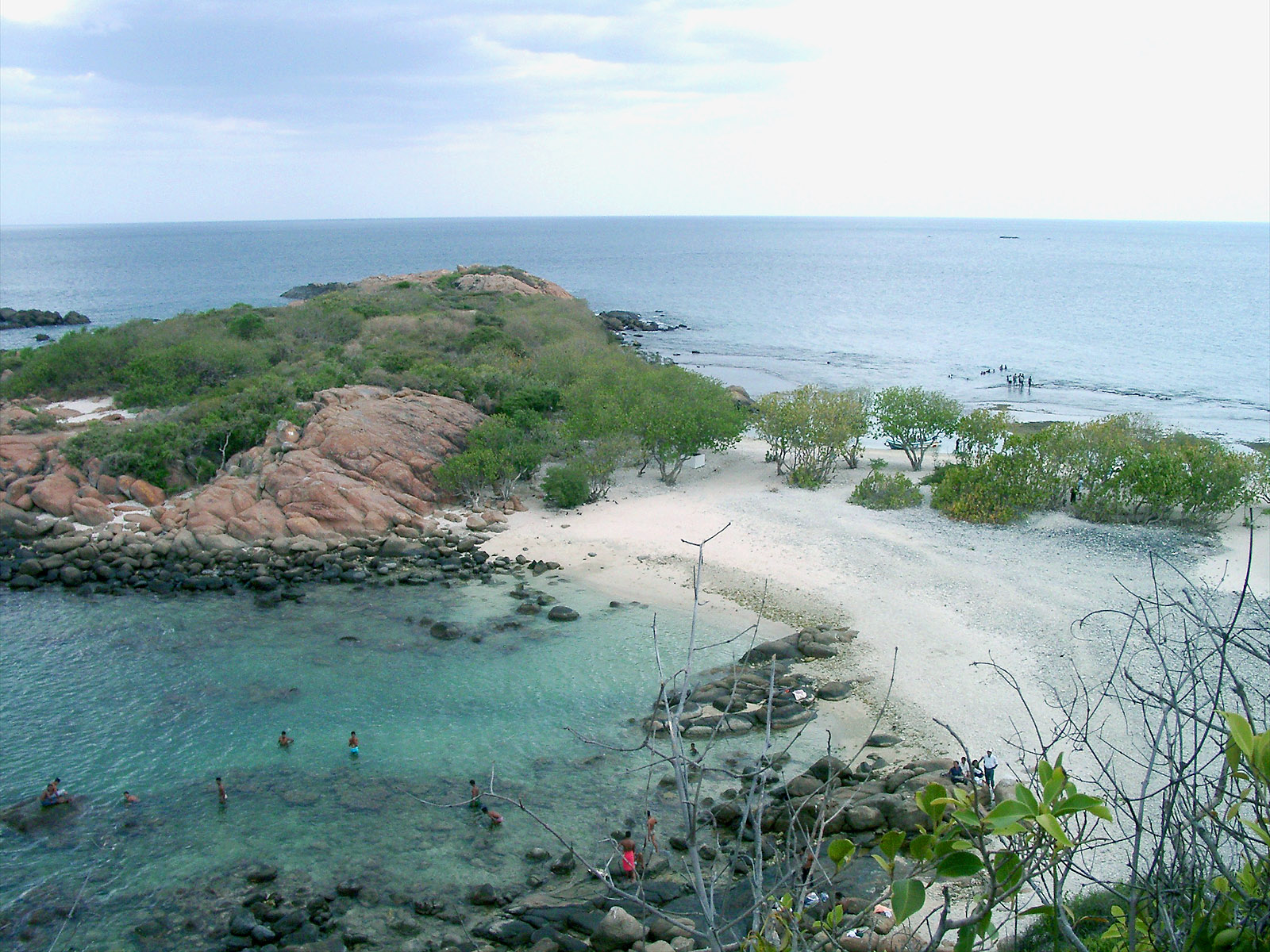
Pigeon Island

Wenige Kilometer westlich von Trincomalee befinden sich die Hot Wells, mehrere Quellen, die trotz räumlicher Nähe unterschiedliche Temperaturen besitzen. Neben diesen Quellen befindet sich ein kleiner Markt, auf dem unter anderem Erfrischungen erstanden werden können.
Etwa 12 km nördlich von Trincomalee liegt nahe Nilaveli die kleine Badeinsel Pigeon Island mit Korallenstrand. Die Insel kann nur per Boot erreicht werden. Nilaveli hat einen Badestrand, teilweise ist dieser im Hotel-Privatbesitz.

## Trincomalee und die nationale Frage der Tamilen
Die tamilische Befreiungsbewegung sieht Trincomalee, im Falle der Erlangung der staatlichen Unabhängigkeit, als Hauptstadt des zukünftigen Staates „Tamil Eelam“. Ursprünglich herrschten Tamilen über dieses Gebiet und bauten in der Stadt den großen „Tirukoneswaram“ Shiva-Tempel der „Tausend Säulen“. Die tamilische Herrschaft endete mit der portugiesischen Besetzung der Stadt. Trincomalee wäre für einen unabhängigen tamilischen Staat aufgrund des strategisch wichtigen Hafens und seiner potentiellen wirtschaftlichen Bedeutung wichtig.

## Söhne und Töchter
- George Thomas Beatson (1848–1933), britischer Arzt
- Christian Noel Emmanuel (* 1960), katholischer Geistlicher, Bischof von Trincomalee.
- Aruna Dharshana (* 1999), Sprinter

## HMS Trincomalee
Die 1817 in Bombay gebaute britische Fregatte HMS Trincomalee wurde nach einer Seeschlacht zwischen Briten und Franzosen benannt. Sie ist heute das älteste noch in Gebrauch befindliche Schiff Großbritanniens.